# Schumacheria castaneifolia
Schumacheria castaneifolia är en tvåhjärtbladig växtart som beskrevs av Vahl. Schumacheria castaneifolia ingår i släktet Schumacheria och familjen Dilleniaceae. Inga underarter finns listade i Catalogue of Life.